# Josep Daniel Climent
Josep Daniel Climent Martínez (La Granja de la Costera, 1959) es un filólogo e historiador español, especializado en el estudio del valenciano y de la historia de la cultura valenciana.

## Biografía
Licenciado en Geografía e Historia por la Universidad de Valencia y doctor en Filología catalana por la misma universidad, durante muchos años ha sido profesor de secundaria de valenciano en el IES “Cid Campeador” de Valencia hasta su jubilación en 2019. Ha sido también profesor asociado de la Universidad de Valencia y en la actualidad es profesor colaborador de la Universidad Abierta de Cataluña. Ha colaborado en numerosas publicaciones periódicas valencianas, como Saó, Levante-El Mercantil Valenciano o el digital Nosaltres, la veu, y catalanas, como el digital Núvol. Desde 1999 su línea investigadora se ha centrado en el estudio de la lengua de los valencianos, sobre todo desde el punto de vista de la historia social de la lengua. Y se ha ocupado de la obra de autores como Lluís Fullana i Mira, Enric Valor o Nicolau Primitiu Gómez Serrano. Su obra más reciente trata sobre las Normas de Castellón. También ha publicado artículos, entre otras, en las revistas académicas Almaig. Estudis i documents, Caplletra. Revista internacional de filologia e Ítaca. Revista de filología.
En octubre de 2022 fue galardonado con el premio «Valencià de l'any» (‘Valenciano del año’) de la Fundació Huguet de Castellón de la Plana, «en reconocimiento a sus trabajos a favor de la lengua y la historia cultural de los valencianos».

## Obras
- L’interés per la llengua del valencians (segles XV-XIX), 2003.
- L’obra lingüística de Lluís Fullana i Mira, 2004.
- L’interés per la llengua dels valencians al segle XX, 2007.
- Enric Valor. Estudi i compromís per la llenga, 2011.
- L’obra periodística d’Enric Valor (1933-2000), 2015.
- L’interés per la llengua dels valencians. Personatges, llibres i fets, 2018.
- Dietaris 1937 Nicolau Primitiu Gómez Serrano, 2020.
- Les Normes de Castelló, 2021.